# Denis Matthews

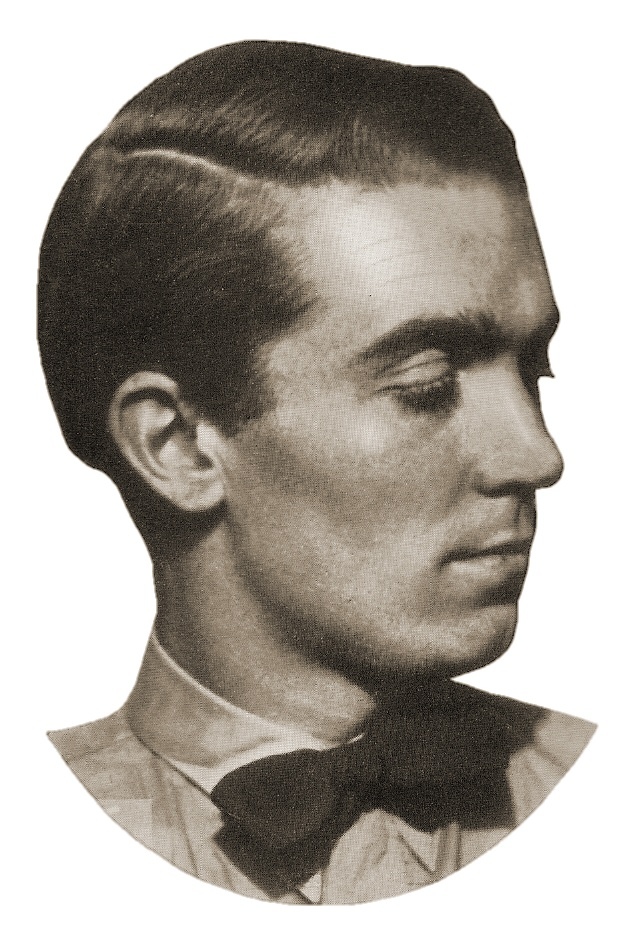
Denis Matthews

Denis Matthews (27 de fevereiro de 1919 - 25 de dezembro de 1988) foi um musicólogo e pianista inglês.
Denis James Matthews nasceu em Coventry, na Inglaterra, filho de um vendedor de carros. Ele estudou na Escola Arnold Lodge, Leamington Spa, de 1927 a 1932 e Escola Warwick de outubro de 1932 até o verão de 1936, quando ele deixou a escola para estudar na Academia Real de Música. Lá, ele apresentou-se com Harold Craxton e sua esposa Essie, no St. John's Wood. Ele fez sua estreia profissional em 1939, um ano antes de servir a Força Aérea Real, de 1940 até 1946.
Retomando a sua carreira profissional após a Segunda Guerra Mundial, fez turnês como pianista de concerto e formou uma parceria bem sucedida com o Quarteto Griller e com o Quarteto Amadeus. Ele foi associado, particularmente, com as músicas de Joseph Haydn, Wolfgang Amadeus Mozart, Ludwig van Beethoven e Franz Schubert. Ele também produziu muitas gravações, especialmente de música moderna britânica, ao lado de Malcolm Sargent.
Poucos anos antes de sua morte, ele e sua terceira esposa, Beryl Chempin, lecionaram na Escola de Música de Birmingham. Denis Matthews cometeu suicídio em 25 de dezembro de 1988.